# William Henry Kruskal
William Henry Kruskal (/ˈkrʌskəl/; 10. října 1919 – 21. dubna 2005) byl americký statistik. 
William Henry Kruskal se narodil v New York City v roce 1919. V letech 1949–1950 přednášel matematiku na univerzitě Columbia University. Rok poté začal vyučovat statistiku na University of Chicago a stal se profesorem. Za svůj život vydal mnoho prací. V roce 1971 se William H. Kruskal stal prezidentem Institute of Mathematical Statistics a v roce 1982 prezidentem asociace American Statistical Association. Byl spoluautorem encyklopedie International Encyclopedia of Statistics (1978).